# 密子豆属
密子豆属（学名：Pycnospora）是蝶形花亚科下的一个属，为亚灌木状草本植物。该属仅有密子豆（Pycnospora lutescens）一种，分布于热带亚洲和澳大利亚。